# Killer Instincts
«Killer Instincts» —en español: «Instintos asesinos»— es el séptimo episodio de la tercera temporada de la serie de televisión de antología y comedia dramática estadounidense The White Lotus. Es el episodio número 20 de la serie y fue escrito y dirigido por el creador de la serie Mike White. Se emitió originalmente en HBO el 30 de marzo de 2025, y también se estrenó el mismo día en Max.
La serie sigue a los huéspedes y empleados de la ficticia cadena de resorts White Lotus. La temporada está ambientada en Tailandia y sigue a los nuevos huéspedes, entre los que se encuentran Rick Hatchett y su joven novia Chelsea; Timothy Ratliff, su esposa Victoria y sus hijos Saxon, Piper y Lochlan; Jaclyn Lemon y sus amigas Kate y Laurie; la empleada de White Lotus Hawaii Belinda y el personal de White Lotus Tailandia, Pornchai, Mook y Gaitok. En el episodio, Saxon asiste a la fiesta de Chloe, mientras que Rick y Frank se reúnen con los Hollinger en su casa.
Según Nielsen Media Research, el episodio fue visto por 0.953 millones de telespectadores y obtuvo una cuota de audiencia de 0.23 entre los adultos de 18 a 49 años. El episodio recibió críticas generalmente positivas de la crítica, con elogios hacia las interpretaciones (en particular Patrick Schwarzenegger) y la preparación del final, aunque muchos criticaron el ritmo y las subtramas poco desarrolladas.

## Argumento
Rick (Walton Goggins) y Frank (Sam Rockwell), que se hacen pasar por productor y director de cine respectivamente, se reúnen con Sritala (Patravadi Mejudhon) y Jim Hollinger (Scott Glenn) en su casa para hablar sobre el papel de Sritala en una película de Hollywood. Frank se esfuerza por presentar el papel ficticio a Sritala, ofendiéndola sin querer al describir al personaje como una antigua prostituta, ya que Rick había afirmado que el papel estaba basado en ella. Para calmar sus nervios, Frank rompe su sobriedad y se toma un whisky. Rick invita a Jim a hablar en privado sobre hacer negocios en Tailandia y van a su oficina.
Saxon (Patrick Schwarzenegger) y sus padres Timothy (Jason Isaacs) y Victoria (Parker Posey) van a casa de Gary y Chloe para una fiesta. Saxon se encuentra con Chelsea (Aimee Lou Wood) y sugiere que ella es como muchas de las mujeres de allí que se quedan con hombres mayores y poco atractivos por su dinero. Chelsea lo niega y dice que supo al instante que Rick era su alma gemela y cree que uno de sus duelos, depresión y optimismo, acabará ganando al otro.
Timothy sigue abusando del lorazepam de su esposa y fantasea con asesinarla y suicidarse. Saxon se enfrenta a su padre y exige saber qué está pasando, diciéndole a Timothy que si sus problemas están relacionados con el trabajo, necesita saberlo para no arruinar también su futuro. Timothy niega que algo vaya mal.
Gary (Jon Gries) habla en privado con Belinda (Natasha Rothwell). Admite su verdadera identidad pero afirma que no tuvo nada que ver con la muerte de Tanya y que vino a Tailandia para escapar de las acusaciones infundadas de que la había asesinado. Sugiere que Tanya habría querido que viviera su vida en paz, y ofrece a Belinda 100.000 dólares para abrir su centro de bienestar a cambio de cumplir ese deseo. Asustada, Belinda pide tiempo para considerarlo y se marcha con su hijo, Zion (Nicholas Duvernay). Más tarde, Zion insta a Belinda a aceptar el dinero, sugiriéndole que Gary irá tras ella y posiblemente los matará a ambos si no llegan a un acuerdo.
Chloe (Charlotte Le Bon) le dice a Saxon que Gary está de acuerdo con su infidelidad porque él solía ver a sus padres teniendo sexo cuando era niño y ahora se excita con la idea de ver a Chloe teniendo sexo con Saxon. A Saxon le molesta la sugerencia y se niega a participar. Más tarde, acompaña a Chelsea a su habitación e intenta convencerla de que no es tan unidimensional como ella cree, pidiéndole que le ayude a evolucionar espiritualmente. Ella accede a ayudarle a meditar, pero cuando queda claro que se trata de un pretexto para coquetear con ella, en su lugar le regala varios libros de autoayuda que él probablemente no leerá.
En el resort, Jaclyn (Michelle Monaghan), Kate (Leslie Bibb) y Laurie (Carrie Coon) van a cenar. Las cosas siguen tensas debido a la cita de Jaclyn con Valentin (Arnas Fedaravicius). Frustrada con el juicio de Laurie, Jaclyn afirma que las decepciones de Laurie en la vida son culpa suya. Kate está de acuerdo, molestando a Laurie, que se va a ver una pelea de Muay Thai con Valentin, Aleksei (Julian Kostov), y Vlad (Yuri Kolokolnikov).
Gaitok (Tayme Thapthimthong) y Mook (Lalisa Manobal) tienen una cita en la que hablan de los planes de futuro de Gaitok. Él le cuenta que es budista y que se toma en serio los principios de la no violencia, pero Mook no se deja impresionar y le dice que debería ser más ambicioso y realista sobre la vida. Más tarde asisten al combate de Muay Thai, donde Gaitok reconoce a Aleksei y Vlad como los hombres que robaron la tienda, recordando que Valentin distrajo a Gaitok en la puerta mientras forzaban la entrada.
En Bangkok, Rick se enfrenta a Jim por haber asesinado a su padre por un negocio de tierras hace décadas. Jim parece reconocer el nombre de la madre de Rick, pero no admite su culpabilidad en el asesinato. Rick apunta a Jim con un arma, pero no se atreve a dispararle ni a golpearlo, sino que se conforma con empujarlo al suelo. Él y Frank se marchan rápidamente y tiran el arma en el centro. Rick explica que Jim es un viejo patético y frágil, pero que por fin ha encontrado un final al enfrentarse a él.
Rick y Frank lo celebran bebiendo. Llevan a unas lugareñas a una habitación de hotel, donde Frank sigue bebiendo en exceso y drogándose. Rick no se da el gusto y sólo sonríe satisfecho.
En el monasterio, Lochlan (Sam Nivola) le dice a Piper (Sarah Catherine Hook) que está disfrutando de la estancia, y que está considerando quedarse con ella durante un año, a pesar de su claro malestar. Dice que está desesperado por no volver a casa, lo que inquieta a Piper.
Tras la pelea, Laurie y Aleksei tienen relaciones sexuales. Después, él le cuenta que su madre está enferma y que necesita desesperadamente llevarla a Tailandia desde Rusia para salvarle la vida. Presiona a Laurie para que le dé 10.000 dólares, pero ella se da cuenta del engaño y afirma que no tiene tanto dinero. La novia de Aleksei regresa, obligando a Laurie a escapar por una ventana, durante la cual Laurie se da cuenta de la mercancía robada de la tienda.
Timothy fantasea de nuevo con asesinar a Victoria y a sí mismo, pero esta vez visualiza matar también a su hijo para salvarlo de la vergüenza y la decepción de que su padre haya arruinado su carrera. Va a buscar el arma que había escondido en los lockers, pero se sorprende al ver que ha desaparecido.

## Producción

### Desarrollo
El episodio fue escrito y dirigido por el creador de la serie Mike White. Este fue el vigésimo crédito de White como guionista y director de la serie.

### Escritura
Sobre la decisión de Rick de perdonar la vida a Jim, Walton Goggins dijo: «Fue tan profundamente espiritual y en comunión con Dios, porque era paz y serenidad a un nivel que nunca había experimentado en su vida. Todo lo que necesitó para llegar a ese lugar, en ese momento, en ese sofá, para que todo en el mundo, por primera vez en su vida, estuviera bien». Y añadió: «He necesitado seis meses y siete horas de esta experiencia para sonreír, para sonreír de verdad. No es alegría, pero hay satisfacción o paz por un momento. Otros actores habrían llegado a eso de forma muy diferente y habrían vivido su vida».
Jason Isaacs explicó la consideración de Timothy sobre cometer asesinato-suicidio, «En este punto, Tim está pensando que Piper probablemente estará bien. No sé lo que piensa de Lochlan, pero sabe que Lochlan no es como él. Él no tiene el mismo conjunto de valores, por lo que Tim tiene alguna esperanza para los otros dos niños. Pero piensa que Victoria y Saxon estarán mejor. Por cierto, está pensando en todo esto mientras está fuera de sí por las drogas. Pero no estoy seguro de que esté equivocado. Desde su punto de vista, parece la opción más sensata».

## Recepción

### Audiencia
En su emisión original en Estados Unidos, «Denials» fue visto por 0.956 millones de telespectadores, con un 0.23 en la franja demográfica 18-49. Esto supuso un aumento del 28% respecto al episodio anterior, que fue visto por 0.744 millones de espectadores en hogares con un 0.19 en la franja demográfica de 18-49.

### Respuesta de la crítica
«Killer Instincts» recibió críticas generalmente positivas. Manuel Betancourt, de The A.V. Club, le dio al episodio una «B» y escribió: «Da la sensación de que el episodio ha servido para preparar un final explosivo que quizás tenga demasiadas subtramas que resolver antes de que salgamos del White Lotus. Y así, con Gaitok defendiendo la no violencia mientras sale en una cita con Mook - un principio clave del budismo que impregna todo lo que hemos visto esta temporada - nos dirigimos ahora a un final que sin duda acabará en cualquier cosa menos eso».
Alan Sepinwall de Rolling Stone escribió: «En lugar de utilizar el tiempo extra para profundizar en cada trama, da la sensación de que White se ha limitado a repetir una y otra vez ciertos temas, por si no acabábamos de entender que las tres amigas llevan décadas teniendo las mismas discusiones, o que a Victoria no le importa nada del mundo fuera de su círculo social más cercano. Y otras subtramas, como las de Belinda y Gaitok, apenas se han desarrollado». Proma Khosla de IndieWire le dio al episodio una calificación de «A-» y escribió: «Puede que no dure, pero la elección más monumental de este episodio puede que sea la de Rick de no hacer daño al hombre que mató a su padre. Después de la memorable combinación del episodio 6 de Rick y Frank teniendo una conversación que sacudió al menos a uno de ellos hasta la médula, el dúo continúa sus travesuras con una visita absolutamente ridícula a la casa de Jim y Sritala. Tras dominar la conversación de la noche anterior, a Frank se le encarga ir de farol durante toda su falsa reunión con Sritala, una prueba tan agotadora que rompe su sobriedad».
Amanda Whiting de Vulture le dio al episodio una calificación de 4 estrellas de 5 y escribió: «Después de siete horas de ver a estas personas dando tumbos por este frágil mundo, nadie destaca como lo suficientemente competente o siniestro como para cometer un asesinato a propósito. Al igual que tras el estreno de la temporada, apuesto por los monos». Erik Kain de Forbes, escribió: «Está llena de grandes momentos. Pequeños grandes momentos de los personajes, momentos de humor (Parker Posey al rescate) y una magnífica fotografía, decorados y una localización para morirse (o en ella, según el caso). Pero esos momentos no han trascendido a una historia general convincente».
Noel Murray de The New York Times, escribió: «A lo largo de este episodio, dos imágenes se repiten: la estatua del Gran Buda de Tailandia en Bangkok, y los luchadores de Muay Thai que varios personajes van a ver. White las presenta como opciones opuestas, siempre presentes: la meditativa y la pasional. The White Lotus se centra sobre todo en las elecciones que la gente hace entre esas dos opciones, atrapada en el momento». Brady Langmann de Esquire escribió: «Es una pena que por fin profundicemos en la espiritualidad, la violencia, las expectativas, el miedo, el odio y muchas cosas más en Tailandia justo cuando esta temporada está a punto de terminar. Hace un par de semanas, critiqué la tercera temporada por ser demasiado larga; me parecía que la lentitud de The White Lotus, normalmente excepcional, en la presentación de los personajes y las incesantes presagios, no debería haber durado cinco episodios. Ahora, siento que la serie de HBO finalmente está cumpliendo con los términos del compromiso de una temporada del White Lotus ambientada en un resort de bienestar en Tailandia. Es decir: Estamos en el extremo receptor de algunas putas preguntas profundas».
Yvonne Villareal de Los Angeles Times, escribió: «La narración de algunos de estos personajes me hace recordar ¿Tienes miedo a la oscuridad?. Me encanta cómo Chelsea se lo tomó todo, como si fuera un nivel moderado de locura, pero no una locura total. Tengo la sensación de que Chloe está intentando crear un escenario que haga estallar a Greg/Gary, pero no sé por qué». Claire McNear de The Ringer, escribió: «Hubo muchos por fin en el episodio de esta semana. Gaitok y Mook por fin tuvieron su primera cita, que incluyó una excursión de Muay Thai cuestionablemente romántica. Y finalmente, Greg, alias Gary, se enfrentó a Belinda. Sí, él es quien ella cree que es, y sí, su pobre y amada esposa, Tanya, tuvo un violento - ¿has dicho sospechoso? - final en Italia. Pero que viva a lo grande en Tailandia es lo que Tanya habría querido».